# پونتویل، تاسمانیا
پونتویل (به انگلیسی: Pontville) یک شهرک در استرالیا است که در تاسمانی واقع شده‌است.